# Elválaszthatatlanok
Az Elválaszthatatlanok (eredeti cím: Indivisibili) 2016-ban bemutatott olasz film. A filmet Edoardo De Angelis rendezte, aki a forgatókönyvírásból is kivette a részét. A 2016-os Velencei Nemzetközi Filmfesztiválon elnyerte a legjobb filmnek járó díjat.
Magyarországon 2017. június 29-én mutatták be. 

## Szereplők
- Marianna Fontana
- Angela Fontana
- Antonia Truppo
- Toni Laudadio
- Marco Mario de Notaris
- Gaetano Bruno
- Gianfranco Gallo